# ギャヴァーレ
ギャヴァーレは、イランの柔道家であるカゼム・サリハニがよく使っていたことから有名になった技。別名サリハニ。

## 概要
ケンカ四つの状態で左釣手が相手の背中を掴んだ変形組み手の体勢から、相手の股の間に自分の左脚を差込んで相手の左脚に絡め、さらに相手の右膝裏を空いていた右引き手で掴みながら掬い上げると同時に、背中を掴んでいた左釣手を引っ張りながら自らの体を捨て、その勢いで相手を倒す技。
この技は公式大会の記録として小外刈や谷落あるいは朽木倒などに分類されたことがあり、さらには、小内刈、踵返、蟹挟といった技の変種ではないかと言った意見もあるが、明らかにそれらとは異なる独自の技だと思われる。
すでに1999年に温州で開催されたアジア選手権81 kg級初戦でサリハニが瀧本誠相手にこの技を決めていたが、この技が一躍注目を集めることになったのは、2000年5月28日に大阪で開催されたアジア選手権81 kg級2回戦で前年同様にこの技でサリハニが瀧本に一本勝ちしてからで、この時は珍妙な技としてかなり話題となった。『近代柔道』誌はこの時の公式発表は「小外刈」となっている、とした。
当時の全日本監督だった山下泰裕はこの技に関して、｢変則技の多い欧州でも初めてみる技だ｣と驚きを隠せずに語った。当のサリハニはこの技に関して｢技が掛かったら逃げられない。投げられた形からギャヴァーレ(ハンモック)と言うんだ。日本や韓国の選手には掛かり易いね｣とコメントしている。さらに、サリハニのコーチであるアミニによると、この技はイランでは2000年以上の伝統があるレスリングの技だという。
ブラジリアン柔術でも蟹挟は反則だが、この技は蟹挟とはみなされず使用されている。

## ルール改正後の動向
2010年からの国際ルールでは直接か、技を掛けると同時に、脚を掴むと即座に反則負けになるが、この技の場合は脚を掴むもののそれは連絡技の一環としての動作と見なされているようなので、国際大会で使用しても反則の対象とはならなかった（返し技や連絡技、相手の変則組み手などから脚を掴むことは問題ない）。
2010年には世界ジュニア73 kg級3回戦で六郷雄平がチュニジアの選手にこの技で投げられている。
他には2010年の世界団体初戦でもトルコの選手がモンゴルの選手相手に一本にこそならなかったが、この技で有効ポイントを挙げている。(いずれのケースもサリハニほど完成されたスタイルのギャヴァーレではなかった)。
また、女子においては2010年のグランドスラム・パリ57 kg級決勝でモルガネ・リボーが松本薫相手にこの技を試みているが、松本にかわされてポイントにはならなかった。
しかし、2013年から試験導入された新ルールでは、帯から下を掴む行為は一切禁止されることになったために、この技を使用すれば反則負けが適用されることになった。2014年からはこの新ルールが一部改定されて、正式に導入された。2017年、脚掴みは1度目が指導、2度目が反則負けに戻る。2018年、脚掴みは通常の指導に。